# Видай, Мечислав
Мечислав Юзеф Видай (пол. Mieczysław Józef Widaj; 12 сентября 1912, Мостиска — 11 января 2008, Варшава) — польский коммунист, военный судья, полковник вооружённых сил ПНР. До 1945 — офицер Армии Крайовой. После прихода к власти коммунистов примкнул к ППР-ПОРП. В 1945—1952 — заместитель председателя Варшавского окружного военного суда, в 1953—1956 — заместитель председателя Верховного военного суда. Играл видную роль в политических репрессиях, вынес более ста смертных приговоров в отношении участников антикоммунистического сопротивления, в том числе бойцов Армии Крайовой.

## Юрист и офицер
В 1934 окончил юридический факультет Университета Яна Казимежа. Проходил военную службу в артиллерийском училище Владимира-Волынского. В 1938 получил звание подпоручика артиллерии. Перешёл в органы юстиции, в 1939 был судьёй в Мостиске, затем в Пшемысле.
В сентябре 1939 участвовал в боях с немцами, командовал артиллерийским взводом. Присоединился к антинацистскому вооружённому подполью, был офицером Армии Крайовой (АК).

## Коммунистический судья
В марте 1945 присоединился к польской армии под коммунистическим командованием. Был назначен судьёй Варшавского гарнизона, затем Лодзинского военного округа. В 1948 вступил в ПОРП и занял пост заместителя председателя окружного военного суда в Варшаве, с 1952 — председатель суда. В 1954—1956 — заместитель председателя Верховного военного суда. Имел воинское звание полковника.
По данным польских источников, с 1945 по 1953 Мечислав Видай вынес 106 смертных приговоров представителям антикоммунистической оппозиции и участникам вооружённого сопротивления, в том числе бойцам и офицерам Армии Крайовой (в которой ранее состоял сам).
В частности, по приговорам Видая были расстреляны подполковник АК Антоний Олехнович, майор Зигмунт Шендзеляж, капитан Генрик Боровский, поручики Зигмунт Шимановский и Стефан Бронарский, подпоручик Мечислав Гагоровский, прапорщики Люциан Минкевич и Адам Мирецкий, активист Союза вооружённой борьбы Владислав Лисецкий. Смертный приговор вынес Видай также в отношении лётчика Станислава Скальского, но он был помилован решением Болеслава Берута. К пожизненному заключению были приговорены Видаем подполковник Ян Мазуркевич (автор призыва к роспуску АК), подпоручик АК Лидия Львова. К 12 годам заключения приговорил Видай епископа Чеслава Качмарека.
Деятельность полковника Видая как военного судьи была видным фактором политических репрессий в послевоенной Польше.

## После отставки
В декабре 1956, после смерти Берута и на фоне десталинизации, Мечислав Видай был отстранён от судейской должности и переведён в резерв. В 1957 уволен из органов военной юстиции.
До выхода на пенсию работал частнопрактикующим адвокатом. К ответственности не привлекался, получал двойную пенсию — гражданскую и военную. Скончался в возрасте 95 лет.

## Похоронные перемещения
Хоронить Мечислава Видая предполагалось на приходском кладбище при костёле святой Екатерины в Варшаве. Однако на этом кладбище похоронены сотни бойцов антикоммунистического подполья. План захоронения Видая вызвал многочисленные простесты, в том числе известных политиков, включая Збигнева Ромашевского, в то время вице-председателя сената. В результате семья Видая отказалась от первоначального намерения.
Мечислав Видай был похоронен на другом варшавском кладбище. Его могила неоднократно осквернялась. В 2009 году останки Видая пришлось эксгумировать и перенести из Варшавы на кладбище в Гродзиск-Мазовецком.